# Being Julia
Being Julia (Brasil: Adorável Júlia / Portugal: As Paixões de Júlia) é uma produção cinematográfica, do género comédia, lançada em 2004.

## Sinopse
Julia Lambert (Annette Bening) é uma atriz que trabalha no teatro de Londres em 1938. Após ser humilhada por seu jovem amante (Shaun Evans) e traída pelo marido (Jeremy Irons), ela dá a volta por cima usando os palcos para tramar sua vingança.

## Elenco
- Annette Bening ..... Julia Lambert
- Jeremy Irons ..... Michael Gosselyn
- Shaun Evans ..... Tom Fennel
- Lucy Punch ..... Avice Crichton
- Juliet Stevenson ..... Evie
- Miriam Margolyes ..... Dolly de Vries
- Michael Gambon ..... Jimmie Langton
- Tom Sturridge ..... Roger Gosselyn
- Bruce Greenwood ..... Lord Charles
- Rosemary Harris ..... Julia's Mother
- Rita Tushingham ..... Aunt Carrie

## Recepção
O Metacritic, que usa uma média ponderada, atribuiu ao filme uma pontuação de 65 em 100, baseado em 38 críticos, indicando críticas "geralmente favoráveis".